# São Matias (Nisa)
São Matias is een plaats (freguesia) in de Portugese gemeente Nisa en telt 447 inwoners (2001).